# Catedral de San Pedro (Riobamba)
La Catedral de San Pedro o simplemente Catedral de Riobamba es el nombre que recibe un templo afiliado a la Iglesia Católica que se encuentra ubicado en las calles 5 de Junio entre José Veloz y Espejo en Riobamba, provincia de Chimborazo en el país sudamericano de Ecuador.
Destaca su fachada de estilo barroco rescatada de una antigua estructura destruida por el terremoto de 1797 y en las que se mezclan elementos españoles e indígenas. La actual estructura fue construida entre 1810 y 1835.
El templo sigue el rito romano o latino y es la iglesia madre de la diócesis de Riobamba (Dioecesis Rivibambensis) que fue creada como diócesis de Bolívar en 1862 en el pontificado del Papa Pío IX y asumió su actual nombre en 1955.
Esta bajo la responsabilidad pastoral del obispo Julio Parrilla Díaz.